# Katzenjammer Kids
Katzenjammer Kids (também chamado de The Captain and the Kids) é uma história em quadrinhos, criada pelo alemão naturalizado norte-americano Rudolph Dirks. Foi publicada a primeira vez a 12 de dezembro de 1897, no American Humorist, o suplemento de domingo do jornal New York Journal, de William Randolph Hearst. Dirks foi o primeiro cartunista a representar os diálogos dos personagens através dos chamados "balões".
Após várias disputas judiciais entre 1912 e 1914, Dirks deixou a organização Hearst e começou uma nova tira, primeiramente chamada de Hans und Fritz e depois The Captain and the Kids, distribuida pela United Features. Os protagonistas eram os mesmos personagens de The Katzenjammer Kids, que foi continuada por Harold Knerr. As duas versões separadas competiram até 1979, quando The Captain and the Kids parou de ser publicada após seis décadas. The Katzenjammer Kids é ainda distribuída pela King Features, o que a torna a tira mais antiga daquela agência.
A obra de Dirks foi claramente inspirada no trabalho de Wilhelm Busch, criador de Max und Moritz - precursora dos quadrinhos.
No Brasil ambas as séries receberam na maior parte do tempo o nome de Os Sobrinhos do Capitão mas a da United Features chegou a publicar no Brasil primeiramente e com exclusividade no O Globo Juvenil Semanal com o nome de O Capitão e os Meninos (às quintas-feiras e sábados) a partir do ano de 1938 e  depois no Gibi semanal com o nome de O Capitão e os Meninos (às sextas-feiras e domingos) a partir do ano de 1941 (Helio Guerra). Foram publicadas pela Ebal na revista Capitão Z em 1961, e outras editoras. Em 1987 o cartunista Angeli criou a tira de "Os Skrotinhos", como uma forma de homenagear os antigos personagens.

## Enredo e personagens
A história se passava numa colônia alemã na África, numa pensão onde a proprietária, a gorda viúva "Mama Chucrutz" tem como hóspedes o Capitão - um gordo de barbas negras (que, ao contrário do que sugerem o título adotado no Brasil, não é o tio dos garotos), marinheiro aposentado e que sofre de gota, o Coronel, um caça-gazeteiros que vive a perseguir os moleques, caracterizado como um baixinho com uma longa barba branca e, finalmente, os dois heróis, os malandros Hans e Fritz.

### Hans e Fritz
São dois irmãos gêmeos - inspirados nos dois garotos Max und Moritz, da obra de Busch - e, portanto, bastante arteiros. Aprontam todas e não aceitam qualquer autoridade. Suas vítimas prediletas são o Coronel e o Capitão. Protegidos pela velha matrona, a cujos olhos aparecem sempre inocentes, conseguem sempre safar-se dos próprios enredos e artimanhas.

## Outras mídias
O primeiro filme com os garotos endiabrados foi feito em curta-metragem do cinema mudo, ainda em 1898. Entre 1917-18 foram produzidos cerca de dezessete desenhos-animados mudos.
Em 1938 Os Sobrinhos do Capitão tornaram-se na primeira série animada produzida pela Metro-Goldwyn-Mayer, tendo à frente William Hanna, Bob Allen e Friz Freleng como diretor. Mas os desenhos não tiveram boa receptividade e foram cancelados depois de um ano e quinze filmes feitos. Uma série foi produzida, anos depois, para a televisão, como segmento do programa Archie's TV Funnies.

## Sotaque alemão
Desde o início as personagens todas guardavam, embora a publicação original em inglês, os caracteres de sotaque alemão. Isto, porém, revelou-se algo prejudicial, durante a I Guerra Mundial, quando a origem deles foi mudada: seriam oriundos dos Países Baixos, face ao sentimento antigermânico então vigente nos Estados Unidos. Em 1920 retorna a origem alemã.